# Life (2017)
Life (Brasil: Vida / Portugal: Vida Inteligente[carece de fontes?]) é um filme americano de ficção científica dirigido por Daniel Espinosa, escrito por Rhett Reese e Paul Wernick e estrelado por Jake Gyllenhaal, Rebecca Ferguson e Ryan Reynolds. O filme acompanha uma equipe de seis membros da Estação Espacial Internacional que encontram o que inicialmente parece ser a primeira evidência da vida em Marte; no entanto, a tripulação descobre que tal achado pode não ser o que parece.
O filme teve sua estreia mundial no South by Southwest em 18 de março de 2017 e foi comercializado nos Estados Unidos no dia 24 daquele mês, pela Columbia Pictures. No geral, o filme recebeu avaliações positivas das críticas e arrecadou o total de cem milhões de dólares mundialmente.

## Enredo
Os seis membros tripulantes da Estação Espacial Internacional (EEI) capturam uma sonda que retorna de Marte com uma amostra de solo que pode conter evidências de vida extraterrestre. O exobiologista Hugh Derry revive uma célula dormente da amostra, e rapidamente cresce em um organismo multi-celular que as crianças de uma escola americana selecionada batizam de "Calvin". Após um acidente atmosférico no laboratório, Calvin fica dormente de novo. Hugh revive Calvin com choques eléctricos de baixa tensão, porém Calvin imediatamente se torna hostil e ataca Hugh, esmagando sua mão. Enquanto Hugh está inconsciente do ataque de Calvin, Calvin usa a ferramenta de choque elétrico de Hugh para escapar do seu confinamento. Agora, livre na sala de laboratório, Calvin devora um rato de laboratório e cresce de tamanho. O engenheiro Rory Adams aproveita a oportunidade para adentrar na sala e resgatar Hugh. No entanto, Calvin agarra-se na perna de Rory e o médico David Jordan tranca Rory na sala para manter Calvin contido. Depois que Rory, sem sucesso, ataca Calvin com um lança-chamas, Calvin entra em sua boca, matando-o por dentro. Saindo da boca de Rory ainda maior, Calvin escapa através de um respiradouro. Hugh teoriza que a falta de ar respirável em Marte é o que manteve o organismo inativo.
Quando a comunicação com a Terra é perdida, a comandante da missão Katerina Golovkina realiza uma caminhada espacial para consertar a antena. Calvin a ataca fora da EEI, rompendo o sistema de refrigeração do seu traje espacial no processo, fazendo com que o líquido preencha seu capacete. Ela se recusa a abrir a escotilha de acesso para buscar ajuda, mantendo Calvin fora da estação, mas fazendo com que ela se afogue dentro do seu traje espacial.
Calvin tenta entrar na estação através dos propulsores. A tripulação tenta usar os propulsores para lançar Calvin no espaço profundo, mas suas tentativas falham e a estação perde muito combustível. Devido ao excesso de propulsão, a EEI acaba entrando em uma órbita de colisão, o que acabará por causar a queima da estação na atmosfera terrestre. O piloto Sho Murakami informa à tripulação que eles precisam usar o combustível restante para voltar a uma órbita segura, mas a tentativa permitiria que Calvin voltasse para a estação. A equipe planeja forçar Calvin a retornar para seu estado inativo, selando-se em um módulo e ventilando a atmosfera do resto da estação.
Depois que Hugh morre por uma parada cardíaca, a equipe percebe que Calvin se juntou à perna de Hugh e estava se alimentando dele. Tendo crescido na forma de uma criatura tentacular maior, Calvin ataca o restante da tripulação. Sho se tranca dentro de um invólucro de sono quando Calvin tenta chegar até ele. David e a oficial de quarentena Miranda North usam o cadáver de Hugh como isca para atrair Calvin para longe de Sho e, por fim, prendê-lo em um módulo para privá-lo de oxigênio.
Tendo recebido uma chamada de emergência antes dos danos aos sistemas de comunicações da EEI, a Terra envia uma cápsula Soyuz como um plano de segurança para empurrar a estação para o espaço profundo. A cápsula acopla na estação e começa a empurrá-la para o espaço profundo. Acreditando que este é um resgate, Sho deixa seu invólucro e corre para embarcar na nave que chegou, tentando forçar a abertura da cápsula. Uma vez que ele abre a escotilha, Calvin o ataca juntamente com a equipe da Soyuz. A tripulação tenta salvar Sho, mas o encontro provoca uma quebra de encaixe resultando na separação e queda da cápsula da EEI. David e Miranda, os únicos sobreviventes, percebem que o incidente novamente os fez entrar em uma órbita de colisão. Consciente de que Calvin poderia sobreviver à reentrada, David lembra de dois módulos de fuga, planejando atrair Calvin somente para um e pilotá-lo para o espaço profundo, permitindo que Miranda escape para a Terra no outro módulo.
David atrai Calvin até o seu módulo espacial e lança-se no espaço enquanto Miranda lança o dela. Um dos módulos atinge os detritos da EEI e sai de seu curso. Então, Calvin se agarra em David e ataca-o enquanto luta para enviar seu módulo para o espaço profundo. O módulo espacial realiza uma reentrada controlada na atmosfera terrestre, e aterrissa no oceano (provavelmente em algum lugar do Pacífico Sul) próximo a um barco com dois pescadores. À medida que se aproximam do módulo e observam seu interior, revela-se que é David, que agora está completamente preso ao alienígena que se transformou em uma substância negra semelhante à uma teia. Enquanto isso, o sistema de navegação de Miranda falha e seu módulo é enviado para o espaço profundo. David, ainda vivo, tenta advertir os pescadores para não tentarem resgatá-los, embora continuem a tentar libertá-lo. Logo após os pescadores conseguirem abrir a porta do módulo, a câmera muda abruptamente para uma visão aérea com outros dois barcos de pesca indo em direção à cena.[carece de fontes?]

## Elenco
- Jake Gyllenhaal como Dr. David Jordan, Americano, médico sênior
- Rebecca Ferguson como Dra. Miranda North, Britânica, oficial de quarentena
- Ryan Reynolds como Rory Adams, Americano, engenheiro de sistemas
- Hiroyuki Sanada como Sho Murakami, Japonês, piloto da Estação Espacial Internacional
- Ariyon Bakare como Dr. Hugh Derry, Britânico, biólogo
- Olga Dihovichnaya como Katerina Golovkina, Russa, comandante da equipe da Estação Espacial Internacional
- Alexander Nguyen como pescador 1
- Hiu Woong-Sin como pescador 2

## Dublagem brasileira
Estúdio de dublagem - Delart
Produção
- Direção de Dublagem: Philippe Maia[3]
- Cliente:  Sony[3]
- Tradução:  Guilherme Menezes[3]

Dubladores
- North: Miriam Ficher[3]
- Jordan: Marcelo Garcia[3]
- Adams: Philippe Maia[3]
- Derry: Anderson Coutinho[3]
- Golovkina: Flávia Saddy[3]
- Murakami: Hercules Franco[3]
- Elizabeth Bargas: Priscila Amorim[3]
- Dominique: Isabella Koppel[3]
- David Muir: Christiano Torreão[3]
- Estudante Allen: Enzo Danemann[3]
- Estudante Jesus: Rafael Mezadri[3]
- Estudante Leila: Isabelle Cunha[3]
- Estudante Mari: Mariana Dondi[3]

## Produção
Em 18 de novembro de 2015, o Deadline informou que Daniel Espinosa iria dirigir um filme no espaço intitulado Life, a partir de um roteiro escrito por Paul Wernick e Rhett Reese, com o financiamento e produção da Skydance Media, e com David Ellison, Dana Goldberg, Bonnie Curtis e Julie Lynn. A Paramount Pictures estava negociando para conseguir os direitos de distribuição do filme, embora tal negociação não tivesse sido confirmado. No dia 28 de janeiro de 2016, Rebecca Ferguson entrou para entrar no filme, e posteriormente, Ryan Reynolds também se juntou em 16 de fevereiro de 2016. Em 10 de março de 2016, Jake Gyllenhaal foi escalado para o filme. Em 15 de março de 2016, a Sony Pictures assinou para lidar com os direitos de distribuição mundial e co-financiar o filme, juntamente com a Skydance. Em 23 de junho de 2016, Hiroyuki Sanada foi escalado para interpretar o papel de um dos membros da equipe da Estação Espacial Internacional, e, em 19 de julho de 2016, o The Hollywood Reporter informou que Olga Dihovichnaya e Ariyon Bakare também entraram para o elenco filme, interpretando outros membros da equipe.
As filmagens do longa começaram em 19 de julho de 2016, no Shepperton Studios de Londres.

## Lançamento
Life foi lançado em 24 de março de 2017, pela Columbia Pictures, depois da transferência de sua data de lançamento anunciada anteriormente para o dia 26 de maio de 2017, no intuito de evitar competição com Pirates of the Caribbean: Dead Men Tell No Tales e Alien: Covenant os quais haviam antecipado suas datas de lançamento de 4 de agosto de 2016 para 19 de maio de 2017. Life fez sua estreia mundial no South by Southwest no dia 18 de março de 2017.

## Recepção

### Bilheteria
A partir do dia 1 de junho de 2017, Life arrecadou US$ 30.2 milhões nos Estados Unidos e US$ 68,7 milhões no Canadá. Nos demais territórios o filme lucrou um total bruto de US$ 98,9 milhões, contra um orçamento de produção de US$ 58 milhões.
Na América do Norte, Life estreou ao lado de Power Rangers, CHiPs e Wilson, sendo estipulado para arrecadar de US$12–17 milhões em 3146 salas de cinema até o fim de semana de estreia. Após a semana de abertura o filme arrecadou US$ 12,6 milhões, terminando em 4º lugar nas bilheterias, atrás de Beauty and the Beast, Power Rangers e Kong: Ilha da Caveira. No segundo fim de semana, o filme arrecadou US$ 5,5 milhões, despencando para o 8º lugar.

### Crítica
No site agregador de opiniões Rotten Tomatoes, o filme tem uma taxa de aprovação de 68% baseada em 197 críticas, com uma classificação média de 5,8/10. O consenso crítico do site diz: "Life é emocionante, bem atuado e habilmente filmado o bastante para superar a incapacidade generalizada de adicionar novas rugas ao gênero de preso no espaço". No Metacritic, o filme tem uma pontuação de 54 de 100, com base em 44 críticas, indicando "análises mistas ou médias". Os telespectadores pesquisados pelo CinemaScore deram ao filme uma nota média de "C +" em uma escala A + para F.

Alguns especialistas em políticas espaciais expressaram-se positivamente a respeito do aviso do filme sobre contato extraterrestre.